# 氯丁二酸
氯丁二酸是一种有机化合物，化学式为C4H5ClO4。它可由丁二酸和三氯化磷、三氯氧磷或五氯化磷反应得到。它在乙酰氯中回流，可以得到氯丁二酸酐。它可以和氨基化合物反应，如和2-吡啶甲胺反应，得到(2-吡啶甲氨基)丁二酸。